# Socialistiska autonoma provinsen Vojvodina
Socialistiska autonoma provinsen  Vojvodina (serbokroatiska: Socijalistička Autonomna Pokrajina Vojvodina, Социјалистичка Аутономна Покрајина Војводина), även kallad SAP Vojvodina (kyrilliska: САП Војводина), var en av två socialistiska  autonoma provinser inom Socialistiska republiken Serbien åren 1963-1990 och en federal enhet inom Socialistiska federativa republiken Jugoslavien åren 1974-1990. Huvudstad var Novi Sad.

## Presidenter
- Radovan Vlajković (1974-1981)
- Predrag Vladisavljević (1981-1982)
- Danilo Kekić (1982-1983)
- Đorđe Radosavljević (1983-1984)
- Nandor Major (1984-1985)
- Predrag Vladisavljević (1985-1986)
- Đorđe Radosavljević (1986-1988)
- Nandor Major (1988-1989)
- Jugoslav Kostić (1989-1991)